# Jim Button
A Jim Button (német címén Jim Knopf, francia címén Jim Bouton) német–francia televíziós rajzfilmsorozat, amelyet 1999 és 2000 között mutattak be. A történet Michael Ende: Gombos Jim és Lukács, a masiniszta és a Gombos Jim és a Rettegett 13 című meseregénye alapján. A sorozat rendezője és producere Bruno Bianchi. Először Franciaországban a TF1, majd Németországban a KiKA vetítette le. Magyarországon pedig a Fox Kids sugározta, de csak az első évadot.

## Cselekmény
Mikor a fiatal Jim Button legjobb barátja Luke, a mozdonyvezető arra kényszerül, hogy elhagyja a piciny szigetet, ahol élnek, Jim ragaszkodik ahhoz, hogy Luke-kal tartson. A két jóbarát még nem tudja, milyen veszélyek és kalandok várják őket a furcsa új világban. Útközben találkoznak Lisivel, a fiatal hercegnővel, kit kegyetlen kalózok tartanak fogságban és akibe Jim beleszeret. Ott van még Grindtooth asszony aki a világ legöregebb és leggonoszabb sárkánya. Attól való félelmében, hogy élete a vége felé közeledik Grindtooth asszony az örök fiatalság titkát szeretné megfejteni. Azt hiszi, ha tanulmányozza a fogságában levő gyerekek életét, sikerrel jár.
Jim azonban rájön, hogy Lisi megmentése az ő végzete és egy közös utazásra indulnak hármasban Szomorfalva felé, Luke gőzösén, Emmán.
Kalandokkal, izgalmakkal, sárkányokkal, szörnyetegekkel, misztikus földrészekkel teli, nem hétköznapi utazás veszi kezdetét. A Jim Button egyetlen epizódja sem fog csalódást okozni a nézőknek, Jim és Luke, kiknek éles esze, makacssága és rettenthetetlen bátorsága méltó fegyver a Sors megpróbáltatásaival szemben, együtt legyőzhetetlen párosnak bizonyul

## Szereplők
| Szereplő                                                 | Eredeti hang             | Eredeti hang    | Magyar hang     | Leírás                                                                     |
| Szereplő                                                 | Németül                  | Franciául       | Magyar hang     | Leírás                                                                     |
| -------------------------------------------------------- | ------------------------ | --------------- | --------------- | -------------------------------------------------------------------------- |
| Jim Button (Jim Knopf)                                   | Konrad Bösherz           | Donald Reignoux | Molnár Levente  | A sorozat főszereplője, egy néger kisfiú, aki Lukáccsal útra kel.          |
| Lukács (Lukas)                                           | Thomas Fritsch           | ?               | Besenczi Árpád  | Jim legjobb barátja, egy mozdony, aki Emma nevű mozdony masinisztája.      |
| Li Si hercegnő (Prinzessin Li Si)                        | Magdalena Turba          | ?               | Mánya Zsófia    | Jim szerelmese, aki Pung Ging császár lánya                                |
| Mitmondné (Frau Waas)                                    | Marie-Luise Marjan       | ?               | Pásztor Erzsi   | Jim nevelőanyja                                                            |
| Háromnegyedtizenkettedik Archibald király (König Alfons) | ?                        | ?               | Konrád Antal    | Másnapföld (Gyöngyélet Földje) királya                                     |
| Feszes úr (Herr Ärmel)                                   | ?                        | ?               | Imre István     | Archibald király alattvalója                                               |
| Tur Tur úr (Herr Tur Tur)                                | Hans Teuscher            | ?               | ?               | A vegetáriánus óriás.                                                      |
| Nepomuk                                                  | ?                        | ?               | Morassi László  | Jim és Lukács barátja, egy félsárkány, aki félig sárkány, félig víziló.    |
| Ping Pong                                                | Santiago Ziesmer         | ?               | Czető Roland    | Egy kínai kisfiú                                                           |
| Örlőfogné                                                | Gisela Fritsch           | ?               | Halász Aranka   | A gonosz sárkányasszony                                                    |
| Rataglok                                                 | ?                        | ?               | Szokol Péter    | Örlőfog sárkányasszony egyik kémje, aki keselyű formájú félsárkány.        |
| Akropuk                                                  | ?                        | ?               | Szűcs Sándor    | Örlőfog sárkányasszony másik kémje, aki denevér-rozmár formájú félsárkány. |
| Dr. Sztetoszkóp                                          | ?                        | ?               | Versényi László | Egy öreg sárkány, akinek a laborját Örlőfog tanteremnek használ.           |
| Pung Ging                                                | ?                        | ?               | Perlaki István  | Mandala császára és Li Si hercegnő édesapja                                |
| Pi Pa Po miniszter                                       | Hans-Werner Bussinger    | ?               | Melis Gábor     | Mandala gonosz minisztere.                                                 |
| Mies Fies Ling                                           | Ilja Richter             | ?               | Bartucz Attila  | Pi Pa Po csatlósa                                                          |
| Shu Fu Lu Pi Plu                                         | Engelbert von Nordhausen | ?               | Papp János      | Pung Ging szakácsa és Ping Pong nagyapja.                                  |
| Kalózkapitány                                            | Wolfgang Hess            | ?               | Orosz István    | A Vad 13 vezére                                                            |
| Vad 13                                                   | ?                        | ?               | ?               | Egy gonosz kalózbanda                                                      |
| Sursulapitschi (Prinzessin Sursulapitschi)               | Nana Spier               | ?               | ?               | Egy zöld hableány                                                          |
| Wutschel                                                 | Tom Deininger            | ?               | ?               | Sursulapitschi lovászmestere                                               |
| Lormoral király (König Lormoral)                         | Klaus Sonnenschein       | ?               | ?               | Sursulapitschi édesapja                                                    |
| Ushaurishuum                                             | Lutz Mackensy            | ?               | ?               | Egy teknősember, aki Sursulapitschi vőlegénye.                             |

- További magyar hangok (1. évadban): Albert Péter, Bácskai János, Balázsi Gyula, Gardi Tamás, Janovics Sándor, Kardos Gábor, Markovics Tamás, Pálfai Péter, Varga Tamás, Vári Attila, Vizy György

## Epizódok

### 1. évad
| #   | Magyar cím            | Eredeti cím                                        | Eredeti cím                   | Eredeti cím                  |
| #   | Magyar cím            | Angolul                                            | Németül                       | Franciául                    |
| --- | --------------------- | -------------------------------------------------- | ----------------------------- | ---------------------------- |
| 01. | ?                     | The Surprise Package                               | Ein Überraschungspaket        | Le colis surprise            |
| 02. | ?                     | The Beautiful Captive                              | Prinzessin Li Si              | La belle captive             |
| 03. | Mandala               | Mandala                                            | Mandala                       | Mandala                      |
| 04. | ?                     | The Departure                                      | Auf nach Kummerland           | Le départ                    |
| 05. | ?                     | The White Marble Palace                            | Der weiße Marmorpalast        | Le palais de marbre blanc    |
| 06. | A nyugati kapu        | The Western Gate                                   | Das westliche Tor             | La porte ouest               |
| 07. | Az ezer csoda erdeje  | The Forest Of A Thousand Wonders                   | Der Tausend-Wunder-Wald       | La forêt des 1000 merveilles |
| 08. | ?                     | How Jim And Luke Get Through The Melancholy Swamps | Die melancholischen Sümpfe    | Les marais de la mélancolie  |
| 09. | ?                     | The Crown Of The World                             | Die Krone der Welt            | La couronne du monde         |
| 10. | ?                     | The Valley Of Twilight                             | Das Tal der Dämmerung         | La vallée du crépuscule      |
| 11. | ?                     | The Gold Mine                                      | Die Goldmine                  | Ma mine d'or                 |
| 12. | ?                     | The Rocky Desert                                   | Einsatz für Emma              | Le désert de rocailles       |
| 13. | Tur Tur úr            | Mr. Tur Tur                                        | Herr Tur Tur                  | Monsieur Tur Tur             |
| 14. | ?                     | The Gate To The Ends Of The World                  | Das Tor zum Ende der Welt     | La porte du bout du monde    |
| 15. | ?                     | The Shadow's Territory                             | Im Schattenland               | Le territoire de l'ombre     |
| 16. | A kétségbeesés torka  | The Mouth Of Despair                               | Der Mund der Verzweiflung     | La bouche du Désespoir       |
| 17. | ?                     | The Flaming Border                                 | Die Feuerprobe                | La frontière de flammes      |
| 18. | Az ezer vulkán földje | The Land Of A Thousand Volcanoes                   | Im Land der tausend Vulkane   | Le pays des mille volcans    |
| 19. | ?                     | The Demon's Jaw                                    | Der Teufelsdrachen            | La machoire du diable        |
| 20. | ?                     | Powder Island                                      | Im Schlepptau nach Kummerland | L'île de la poudre           |
| 21. | ?                     | Dragon City                                        | Die Drachenstadt              | Dragonville                  |
| 22. | Szökés Búbánatföldről | Escape From Sorrowland                             | Flucht aus der Drachenstadt   | L'évasion                    |
| 23. | ?                     | The Underground River                              | Der unterirdische Fluss       | La rivière souterraine       |
| 24. | Kornyadt földje       | The Ailing Lands                                   | Der falsche Kaiser            | Les pays malades             |
| 25. | A harc                | The Confrontation                                  | Der Kampf mit Frau Mahlzahn   | L'ultime combat              |
| 26. | ?                     | The Return Home                                    | Zurück nach Lummerland        | Retour au pays               |

### 2. évad
| #   | Magyar cím | Eredeti cím                            | Eredeti cím                             | Eredeti cím                     |
| #   | Magyar cím | Angolul                                | Németül                                 | Franciául                       |
| --- | ---------- | -------------------------------------- | --------------------------------------- | ------------------------------- |
| 27. | ?          | The Mailboat Runs Aground              | Jim Knopf und die wilde 13              | Le bateau poste s'échoue        |
| 28. | ?          | Gurumush's Magnet                      | Gurumuschs Magnet                       | L'aimant de Gurumush            |
| 29. | ?          | The Perpetumobile                      | Das Perpetumobil                        | Vol 421 en péril                |
| 30. | ?          | The Monster Of The Oasis               | Herr Tur Tur hat Angst                  | Le monstre de l'oasis           |
| 31. | ?          | Molly Has Disappeared                  | Molly ist weg!                          | Molly a disparu                 |
| 32. | ?          | The Golden Dragon Of Wisdom's Prophecy | Die Prophezeiung des Goldenen Drachen   | ?                               |
| 33. | ?          | The Labyrinth                          | Ein blinder Passagier                   | Le labyrinthe                   |
| 34. | ?          | The Great Naval Battle                 | Die Wilde 13 schlägt zurück             | La grande bataille navale       |
| 35. | ?          | The Blue Sea Shells                    | Unschaurischuum und die blauen Muscheln | Les coquillages bleus           |
| 36. | ?          | The Frozen Land                        | Pi Pa Po hebt ab                        | La terre de glace               |
| 37. | ?          | The Unbearable Fuddy-Puddy             | Kuddel Muddel                           | L'insupportable Barbon          |
| 38. | ?          | The Log Book                           | Jim in der Falle                        | Le livre de bord                |
| 39. | ?          | The Sky Kingdom                        | Die fliegende Insel                     | Le royaume du ciel              |
| 40. | ?          | The Prince Of Gautamapoutra            | Der einsame Prinz                       | Le prince de Gautamapoutra      |
| 41. | ?          | The Great Library                      | Die Bücherburg                          | Les grandes archives            |
| 42. | ?          | The Metal Forest                       | Im Blechwald                            | La forêt de métal               |
| 43. | ?          | Drearymist                             | Die Wettermaschine                      | Le faiseur de pluie             |
| 44. | ?          | The Thousand Peaks                     | Über den tausend Bergspitzen            | ?                               |
| 45. | ?          | The Harmonic Bubbles                   | Emma macht Musik                        | Les bulles harmoniques          |
| 46. | ?          | Big Windy                              | Ping Pongs Rettung                      | Le massif des mille aiguilles   |
| 47. | ?          | Return To Dragon City                  | Rückkehr in die Drachenstadt            | Retour à Dragonville            |
| 48. | ?          | The Ocean Kingdom                      | König Lormoral                          | Le royaume de l'océan           |
| 49. | ?          | Pi Pa Po's Triumph                     | Pa Pa Pos Rache                         | Le triomphe de Pi Pa Po         |
| 50. | ?          | The Land That Should Not Be            | Das Land, das nicht sein darf           | Le pays qui n'a pas lieu d'être |
| 51. | ?          | The Crystal Of Eternity                | Das Kristall der Ewigkeit               | Le cristal d'éternité           |
| 52. | ?          | Jambala                                | Der Prinz von Jimballa                  | Jamballa                        |